# Aaron Rome
Pour les articles homonymes, voir Rome (homonymie).
Aaron Rome (né le 27 septembre 1983 à Nesbitt, dans le Manitoba au Canada) est un joueur professionnel canadien de hockey sur glace évoluant au poste de défenseur.

## Biographie

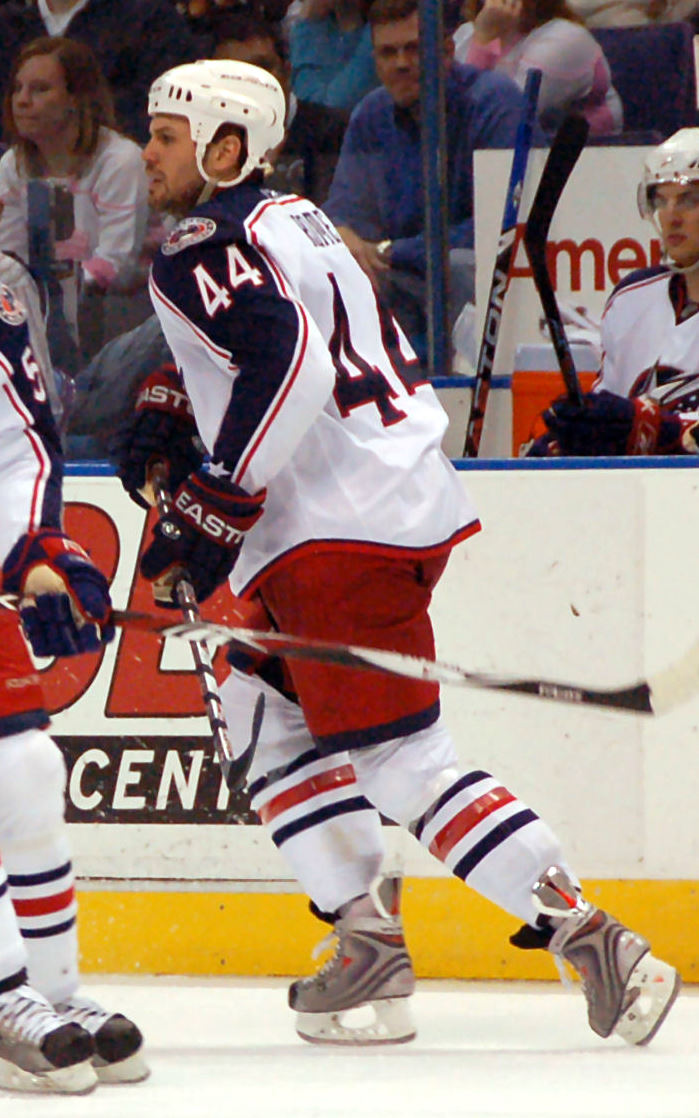
Aaron Rome avec les Blue Jackets de Columbus.

Rome fait ses débuts juniors en 1998-1999 avec les Blades de Saskatoon dans la Ligue de hockey de l'Ouest (LHOu). En cinq ans, il a joué pour quatre équipes différentes : le Ice de Kootenay, les Broncos de Swift Current et les Warriors de Moose Jaw sont les autres équipes joués par Rome. En 2002, il est repêché par les Kings de Los Angeles au 104e rang du quatrième tour du repêchage d'entrée dans la Ligue nationale de hockey. Il connaît sa meilleure saison en 2002-2003 alors qu'il évolue pour les Broncos : 12 buts et 44 aides pour 56 points en 61 matchs.
Il ne parvient pas à signer un contrat avec les Kings et devient agent libre en 2004. Le 7 juin de la même année, il signe avec les Mighty Ducks d'Anaheim. En 2004-2005, il devient professionnel en jouant avec les Mighty Ducks de Cincinnati, club associé à la Ligue américaine de hockey à Anaheim. En 75 matchs, il récolte 16 points. Alors que les Ducks changent de club-école pour les Pirates de Portland, il joue 64 nouveaux matchs pour 24 points.
Le 2 janvier 2007, il joue son premier match dans la LNH avec les Ducks lors d'une défaite 2-1 contre les Red Wings de Détroit. Lors des séries éliminatoires de 2007, Rome joue un autre match. Les Ducks remportent ainsi la Coupe Stanley, mais son nom n'est pas gravé sur la Coupe. Il a tout de même le droit de passer une journée avec le precieux trophée le 6 juillet à Brandon au Manitoba.
Il joue pendant deux saisons avec les Blue Jackets de Columbus et leur club-école du Crunch de Syracuse avant de signer le 1er juillet 2009 un contrat à un volet avec les Canucks de Vancouver, le permettant de jouer régulièrement dans la LNH. En trois saisons à Vancouver, il n'a pas joué une saison complète à cause des blessures et moins de 60 matchs à chacune de ses saisons.
Le 6 juin 2011, alors que les Canucks disputent le troisième match de la finale de la Coupe Stanley contre les Bruins de Boston, Rome est suspendu pour quatre matchs pour sa mise en échec sur Nathan Horton ayant comme résultat une sévère commotion cérébrale et ce dernier a dû quitté la patinoire sur une civière.
Le 1er juillet 2012, il signe un contrat d'une durée de trois ans avec les Stars de Dallas pour 4,5 millions de dollars. À l'issue de la saison 2013-2014, les Stars rachètent la dernière année de son contrat, le rendant ainsi devient agent libre.
Sans contrat dans la LNH, il signe un essai professionnel dans la LAH avec les Admirals de Norfolk, mais est libéré de son essai au bout de deux parties.

## Vie personnelle
Ses frères, Ashton, Reagan et Ryan Rome, sont également des joueurs de hockey professionnels.

## Statistiques
| Saison     | Équipe                     | Ligue      |     | Saison régulière | Saison régulière | Saison régulière | Saison régulière | Saison régulière |   | Séries éliminatoires | Séries éliminatoires | Séries éliminatoires | Séries éliminatoires | Séries éliminatoires |
| Saison     | Équipe                     | Ligue      | PJ  | B                | A                | Pts              | Pun              | PJ               | B | A                    | Pts                  | Pun                  |                      |                      |
| 1998-1999  | Blades de Saskatoon        | LHOu       | 1   | 0                | 0                | 0                | 0                | -                | - | -                    | -                    | -                    |                      |                      |
| 1999-2000  | Blades de Saskatoon        | LHOu       | 47  | 0                | 6                | 6                | 22               | 1                | 0 | 0                    | 0                    | 0                    |                      |                      |
| 2000-2001  | Blades de Saskatoon        | LHOu       | 3   | 0                | 0                | 0                | 2                | -                | - | -                    | -                    | -                    |                      |                      |
| 2000-2001  | Ice de Kootenay            | LHOu       | 53  | 2                | 8                | 10               | 43               | 11               | 1 | 3                    | 4                    | 6                    |                      |                      |
| 2001-2002  | Broncos de Swift Current   | LHOu       | 70  | 7                | 24               | 31               | 168              | 10               | 1 | 4                    | 5                    | 23                   |                      |                      |
| 2002-2003  | Broncos de Swift Current   | LHOu       | 61  | 12               | 44               | 56               | 201              | 4                | 1 | 0                    | 1                    | 20                   |                      |                      |
| 2003-2004  | Broncos de Swift Current   | LHOu       | 41  | 7                | 26               | 33               | 122              | -                | - | -                    | -                    | -                    |                      |                      |
| 2003-2004  | Warriors de Moose Jaw      | LHOu       | 28  | 3                | 16               | 19               | 88               | 8                | 0 | 6                    | 6                    | 17                   |                      |                      |
| 2004-2005  | Mighty Ducks de Cincinnati | LAH        | 75  | 2                | 14               | 16               | 130              | 12               | 3 | 3                    | 6                    | 33                   |                      |                      |
| 2005-2006  | Pirates de Portland        | LAH        | 64  | 5                | 19               | 24               | 87               | 18               | 1 | 4                    | 5                    | 33                   |                      |                      |
| 2006-2007  | Pirates de Portland        | LAH        | 76  | 8                | 17               | 25               | 139              | -                | - | -                    | -                    | -                    |                      |                      |
| 2006-2007  | Ducks d'Anaheim            | LNH        | 1   | 0                | 0                | 0                | 0                | 1                | 0 | 0                    | 0                    | 0                    |                      |                      |
| 2007-2008  | Pirates de Portland        | LAH        | 14  | 2                | 3                | 5                | 31               | -                | - | -                    | -                    | -                    |                      |                      |
| 2007-2008  | Crunch de Syracuse         | LAH        | 41  | 3                | 21               | 24               | 126              | -                | - | -                    | -                    | -                    |                      |                      |
| 2007-2008  | Blue Jackets de Columbus   | LNH        | 17  | 1                | 1                | 2                | 33               | -                | - | -                    | -                    | -                    |                      |                      |
| 2008-2009  | Crunch de Syracuse         | LNH        | 48  | 7                | 21               | 28               | 153              | -                | - | -                    | -                    | -                    |                      |                      |
| 2008-2009  | Blue Jackets de Columbus   | LNH        | 8   | 0                | 1                | 1                | 0                | 1                | 0 | 1                    | 1                    | 0                    |                      |                      |
| 2009-2010  | Canucks de Vancouver       | LNH        | 49  | 0                | 4                | 4                | 24               | 1                | 0 | 0                    | 0                    | 0                    |                      |                      |
| 2009-2010  | Moose du Manitoba          | LAH        | 7   | 6                | 1                | 7                | 15               | -                | - | -                    | -                    | -                    |                      |                      |
| 2010-2011  | Canucks de Vancouver       | LNH        | 56  | 1                | 4                | 5                | 53               | 14               | 1 | 0                    | 1                    | 37                   |                      |                      |
| 2011-2012  | Canucks de Vancouver       | LNH        | 43  | 4                | 6                | 10               | 46               | 1                | 0 | 0                    | 0                    | 0                    |                      |                      |
| 2012-2013  | Stars de Dallas            | LNH        | 27  | 0                | 5                | 5                | 18               | -                | - | -                    | -                    | -                    |                      |                      |
| 2013-2014  | Stars du Texas             | LAH        | 8   | 0                | 1                | 1                | 8                | -                | - | -                    | -                    | -                    |                      |                      |
| 2013-2014  | Stars de Dallas            | LNH        | 25  | 0                | 1                | 1                | 11               | 1                | 0 | 0                    | 0                    | 0                    |                      |                      |
| 2014-2015  | Admirals de Norfolk        | LAH        | 2   | 0                | 0                | 0                | 0                | -                | - | -                    | -                    | -                    |                      |                      |
| Totaux LNH | Totaux LNH                 | Totaux LNH | 226 | 6                | 22               | 28               | 185              | 19               | 1 | 1                    | 2                    | 37                   |                      |                      |

## Honneurs personnels
- 2003-2004 : nommé dans la deuxième équipe d'étoiles de l'assocation Est de la LHOu.